# 필리베르 치라나나
필리베르 치라나나(말라가시어: Philibert Tsiranana, 1912년 10월 18일~1978년 4월 16일)는 1959년부터 1972년까지 마다가스카르의 초대 대통령을 지낸 말라가시인의 정치인이다.
그의 집권 12년 동안, 마다가스카르 공화국은 이 시기에 많은 아프리카 본토 국가들이 겪었던 정치적 혼란과 대조되는 제도적 안정을 경험했다. 이러한 안정성은 치라나나의 인기와 뛰어난 정치가로서의 그의 명성에 기여했다. 마다가스카르는 그의 사회민주주의 정책 하에서 적당한 경제 성장을 경험했고 "행복한 섬"으로 알려지게 되었다. 그러나 선거 과정은 쟁점으로 번졌고 결국 그의 임기는 제1공화국의 종식과 공식적으로 사회주의 제2공화국의 설립을 가져온 일련의 농민과 학생 시위로 끝났다.
치라나나가 양성한 "진정한 학교장" 대중적 이미지는 권위주의를 지향한다고 믿는 신념과 행동의 굳건함과 나란히 갔다. 그럼에도 불구하고, 그는 말라가시 전역에서 "독립의 아버지"로 기억되는 존경 받는 말라가시 정치인으로 남아 있다.

## 어린 시절

### 목축업자에서 선생님으로

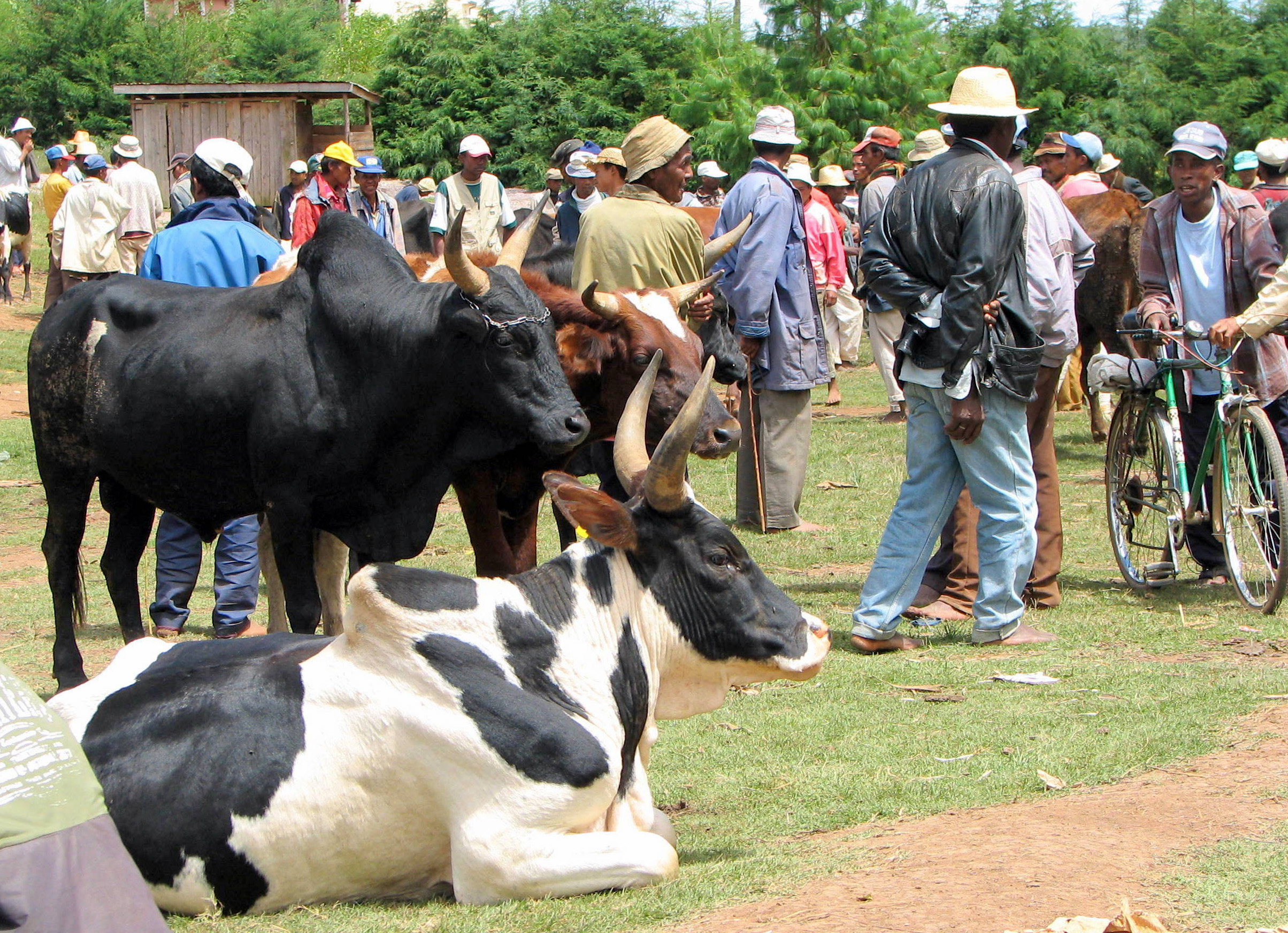
마다가스카르의 목축업자의 한 예.

그의 공식 전기에 따르면 치라나나는 1912년 10월 18일 마다가스카르 북동부의 소피아구 암바리코라노에서 태어났다. 치미헤이족 출신의 가톨릭 목축업자 마디오마나나와 치라나나나 사이에서 태어난 필리베르는 목축업자가 될 운명이었다. 그러나 1923년 아버지의 죽음 이후, 치라나나의 동생 자마니삼보는 안자만기라나에 있는 초등학교에 다닐 것을 제안했다.
뛰어난 학생인 치라나나는 1926년에 알랄라바 지역 학교에 입학하여, 그곳에서 학사 학위를 받고 졸업하였다. 1930년, 그는 타나나리브에 있는 르 미레 드 빌러스 사범대학에 입학하였고, 그곳에서 그는 "부분 사면" 프로그램에 입학하여 초등학교에서의 직업 교육을 준비하였다. 학업을 마친 후, 그는 고향에서 교사 생활을 시작했다. 1942년 타나나리브에서 중학교 교편을 잡기 시작했고, 1945년 교원 보조 경쟁 시험에 합격하여 지역 학교의 교수로 재직할 수 있게 되었다. 1946년, 그는 프랑스 몽펠리에에 있는 에콜 노르말 학원에서 장학금을 받아 교사 보조로 일했다. 그는 11월 6일 마다가스카르를 떠났다.